# Úbislavice
Úbislavice település Csehországban, a Jičíni járásban. Úbislavice Lužany, Syřenov, Radim, Stará Paka, Nová Paka és Dřevěnice településekkel határos. Lakosainak száma 474 fő (2024. január 1.).

## Népesség
A település lakosságának változását az alábbi diagram mutatja:
| Lakosok száma | 1858 | 1585 | 1224 | 755  | 423  | 346  | 423  | 443  | 453  | 474  |
|               | 1869 | 1890 | 1921 | 1950 | 1980 | 2001 | 2017 | 2019 | 2022 | 2024 |